# Miss Croazia

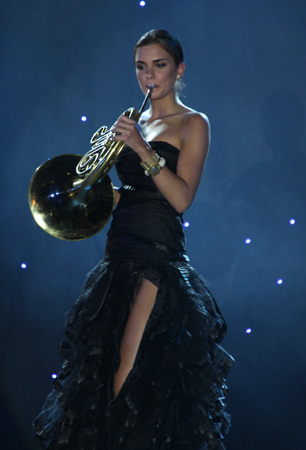
Josipa Kusić, Miss Croazia 2008.

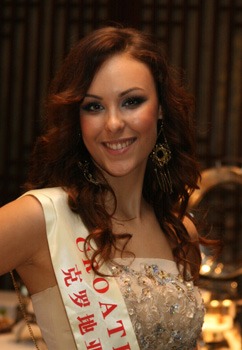
Tajana Jeremić, Miss Croazia 2007.

Miss Croazia (Izbor za Miss Hrvatske) è un concorso di bellezza femminile che si tiene ogni anno dal 1992 in Croazia. Le vincitrici del concorso hanno la possibilità di partecipare a Miss Mondo. Le candidate per Miss Universo vengono invece selezionate attraverso un altro concorso intitolato Miss Universo Croazia.

## Albo d'oro

### Miss Croazia
| Anno | Vincitrice         | Località          | Risultati a Miss Mondo |
| ---- | ------------------ | ----------------- | ---------------------- |
| 1992 | Elena Šuran        | Rovigno           |                        |
| 1993 | Fani Čapalija      | Spalato           | Finalista              |
| 1994 | Branka Bebić       | Metković          | Finalista              |
| 1995 | Anica Martinović   | Berlino           | 2ª classificata        |
| 1996 | Vanja Rupena       | Umago/Capodistria |                        |
| 1997 | Martina Novosel    | Zagabria          |                        |
| 1998 | Lejla Šehović      | Ragusa            |                        |
| 1999 | Ivana Petković     |                   |                        |
| 2000 | Andreja Ćupor      | Ozalj             |                        |
| 2001 | Rajna Raguž        | Drenovci          |                        |
| 2002 | Nina Slamić        | Sebenico          |                        |
| 2003 | Aleksandra Grdić   | Virovitica        |                        |
| 2004 | Ivana Žnidarić     | Čakovec           |                        |
| 2005 | Maja Cvjetković    | Sebenico          |                        |
| 2006 | Ivana Ergić        | Vodizze           |                        |
| 2007 | Tajana Jeremić     | Vukovar           |                        |
| 2008 | Josipa Kusić       | Imoschi           |                        |
| 2009 | Ivana Vašilj       | Colonia           |                        |
| 2010 | Katarina Banić     | Treglia           |                        |
| 2011 | Katarina Prnjak    | Sebenico          |                        |
| 2012 | Nives Madžarević   | Županja           |                        |
| 2013 | Lana Gržetić       | Fiume             |                        |
| 2014 | Antonija Gogić     | Zagabria          |                        |
| 2015 | Maja Spahija       | Zagabria          |                        |
| 2016 | Angelica Zacchigna | Cittanova         |                        |

### Miss Universo Croazia
| Anno | Vincitrice          | Località | Risultati a Miss Universo |
| ---- | ------------------- | -------- | ------------------------- |
| 1997 | Kristina Čerina     | Spalato  |                           |
| 1998 | Ivana Gržetić       | Ragusa   |                           |
| 1999 | Marijana Kužina     | Sebenico |                           |
| 2000 | Renata Lovrinčević  | Spalato  |                           |
| 2001 | Maja Cecić-Vidoš    | Fiume    |                           |
| 2002 | Ivana Paris         | Pisino   |                           |
| 2003 | Ivana Delač         | Fiume    | Non classificata          |
| 2004 | Mirjana Rupčić      | Nuštar   |                           |
| 2005 | Jelena Glišić       | Plaški   |                           |
| 2006 | Biljana Mančić      | Spalato  |                           |
| 2007 | Jelena Maros        | Spalato  |                           |
| 2008 | Snježana Lončarević | Zagabria |                           |
| 2009 | Sarah Ćosić         | Spalato  | Top 15                    |
| 2010 | Lana Obad           | Zagabria |                           |
| 2011 | Natalija Prica      | Zagabria |                           |
| 2012 | Elizabeta Burg      | Vrbanja  |                           |